# Limnodynastes fletcheri
Limnodynastes fletcheri és una espècie de granota que viu al sud-est d'Austràlia.